# ستانلي شولتز
ستانلي شولتز (بالإنجليزية: Stanley Schultz)‏ هو عالم وظائف الأعضاء وطبيب أمريكي، ولد في 26 أكتوبر 1931، وتوفي في 23 أكتوبر 2014 بسبب سرطان.